# 1966-os labdarúgó-világbajnokság (4. csoport)
Az 1966-os labdarúgó-világbajnokság 4. csoportjának mérkőzéseit július 12. és július 20. között játszották. A csoportban a Szovjetunió, Olaszország, Chile és a világbajnoki mezőnyben újonc Észak-Korea szerepelt.
A csoportból a Szovjetunió és Észak-Korea jutott tovább az első két helyen. A mérkőzéseken összesen 12 gól esett.

## Végeredmény
| Hely. | Csapat      | M | Gy | D | V | G+ | G– | GA    | P | Továbbjutás                                |
| ----- | ----------- | - | -- | - | - | -- | -- | ----- | - | ------------------------------------------ |
| 1.    | Szovjetunió | 3 | 3  | 0 | 0 | 6  | 1  | 6,000 | 6 | Továbbjutott az egyenes kieséses szakaszba |
| 2.    | Észak-Korea | 3 | 1  | 1 | 1 | 2  | 4  | 0,500 | 3 | Továbbjutott az egyenes kieséses szakaszba |
| 3.    | Olaszország | 3 | 1  | 0 | 2 | 2  | 2  | 1,000 | 2 |                                            |
| 4.    | Chile       | 3 | 0  | 1 | 2 | 2  | 5  | 0,400 | 1 |                                            |

## Mérkőzések

### Szovjetunió – Észak-Korea
| 1966. július 12. 19:30 |

| Szovjetunió                         | 3–0               | Észak-Korea |
| ----------------------------------- | ----------------- | ----------- |
| Malofejev 31' 88' Banyisevszkij 33' | (2–0) Jegyzőkönyv |             |

| Ayresome Park, Middlesbrough Nézőszám: 23 006 Játékvezető: Gardeazabal (spanyol) Asszisztensek: Ali Huszejn Kandíl (egyiptomi), Gottfried Dienst (svájci) |

| Szovjetunió | Észak-Korea |

| GK                   | 21 | Anzor Kavazasvili      |     |
| RB                   | 4  | Vlagyimir Ponomarjov   |     |
| CB                   | 6  | Albert Seszternyov     |     |
| CB                   | 7  | Murtaz Hurcilava       |     |
| LB                   | 3  | Leonīds Ostrovskis     |     |
| RH                   | 8  | Szabó József           |     |
| LH                   | 14 | Giorgij Szicsinava     |     |
| OR                   | 11 | Igor Csiszlenko        |     |
| CF                   | 18 | Anatolij Banyisevszkij |     |
| CF                   | 19 | Eduard Malofejev       |     |
| OL                   | 15 | Galimzjan Huszainov    | 77' |
| Szövetségi kapitány: |    |                        |     |
| Nyikolaj Morozov     |    |                        |     |

| GK                   | 1  | Ri Cshangmjong |
| RB                   | 2  | Pak Riszop     |
| CB                   | 3  | Sin Jonggju    |
| CB                   | 5  | Rim Dzsungszon |
| LB                   | 4  | Kang Bongcshil |
| RH                   | 8  | Pak Szungdzsin |
| CH                   | 7  | Pak Tuik       |
| LH                   | 6  | Im Szonghü     |
| RF                   | 11 | Han Bongdzsin  |
| CF                   | 10 | Kang Rjongjun  |
| LF                   | 12 | Kim Szungil    |
| Szövetségi kapitány: |    |                |
| Mjong Rjehjon        |    |                |

### Olaszország – Chile
| 1966. július 13. 19:30 |

| Olaszország            | 2–0               | Chile |
| ---------------------- | ----------------- | ----- |
| Mazzola 8' Barison 88' | (1–0) Jegyzőkönyv |       |

| Roker Park, Sunderland Nézőszám: 27 199 Játékvezető: Dienst (svájci) Asszisztensek: James Finney (angol), Rudolf Kreitlein (NSZK) |

| Olaszország | Chile |

| GK                   | 1  | Enrico Albertosi   |
| SW                   | 22 | Sandro Salvadore   |
| RB                   | 5  | Tarcisio Burgnich  |
| CB                   | 21 | Roberto Rosato     |
| LB                   | 6  | Giacinto Facchetti |
| RH                   | 4  | Giacomo Bulgarelli |
| LH                   | 13 | Giovanni Lodetti   |
| OR                   | 17 | Marino Perani      |
| CF                   | 14 | Sandro Mazzola     |
| CF                   | 3  | Paolo Barison      |
| OL                   | 19 | Gianni Rivera      |
| Szövetségi kapitány: |    |                    |
| Edmondo Fabbri       |    |                    |

| GK                   | 13 | Juan Olivares     |
| RB                   | 6  | Luis Eyzaguirre   |
| CB                   | 4  | Humberto Cruz     |
| CB                   | 7  | Elías Figueroa    |
| LB                   | 21 | Hugo Villanueva   |
| RH                   | 12 | Rubén Marcos      |
| LH                   | 14 | Ignacio Prieto    |
| OR                   | 1  | Pedro Toro Araya  |
| CF                   | 8  | Alberto Fouilloux |
| CF                   | 18 | Armando Tobar     |
| OL                   | 17 | Leonel Sánchez    |
| Szövetségi kapitány: |    |                   |
| Luis Álamos          |    |                   |

### Chile – Észak-Korea
| 1966. július 15. 19:30 |

| Chile                 | 1–1               | Észak-Korea        |
| --------------------- | ----------------- | ------------------ |
| Marcos 26' (11-esből) | (1–0) Jegyzőkönyv | Pak Szungdzsin 88' |

| Ayresome Park, Middlesbrough Nézőszám: 13 792 Játékvezető: Kandíl (egyiptomi) Asszisztensek: William Crawford (skót), James Finney (angol) |

| Chile | Észak-Korea |

| GK                   | 13 | Juan Olivares     |     |
| RB                   | 20 | Alberto Valentini |     |
| CB                   | 4  | Humberto Cruz     |     |
| CB                   | 7  | Elías Figueroa    |     |
| LB                   | 21 | Hugo Villanueva   |     |
| RH                   | 12 | Rubén Marcos      | 17' |
| LH                   | 14 | Ignacio Prieto    |     |
| OR                   | 1  | Pedro Toro Araya  |     |
| CF                   | 8  | Alberto Fouilloux |     |
| CF                   | 11 | Honorino Landa    |     |
| OL                   | 17 | Leonel Sánchez    |     |
| Szövetségi kapitány: |    |                   |     |
| Luis Álamos          |    |                   |     |

| GK                   | 1  | Ri Cshangmjong |
| RB                   | 2  | Pak Riszop     |
| CB                   | 3  | Sin Jonggju    |
| CB                   | 5  | Rim Dzsungszon |
| LB                   | 13 | O Jungjong     |
| RH                   | 8  | Pak Szungdzsin |
| CH                   | 7  | Pak Tuik       |
| LH                   | 6  | Im Szonghü     |
| RF                   | 11 | Han Bongdzsin  |
| CF                   | 16 | Ri Dongun      |
| LF                   | 12 | Kim Szungil    |
| Szövetségi kapitány: |    |                |
| Mjong Rjehjon        |    |                |

### Szovjetunió – Olaszország
| 1966. július 16. 15:00 |

| Szovjetunió    | 1–0               | Olaszország |
| -------------- | ----------------- | ----------- |
| Csiszlenko 57' | (0–0) Jegyzőkönyv |             |

| Roker Park, Sunderland Nézőszám: 27 793 Játékvezető: Kreitlein (NSZK) Asszisztensek: William Crawford (skót), Ali Huszejn Kandíl (egyiptomi) |

| Szovjetunió | Olaszország |

| GK                   | 1  | Lev Jasin              |     |
| RB                   | 4  | Vlagyimir Ponomarjov   |     |
| CB                   | 6  | Albert Seszternyov     |     |
| CB                   | 7  | Murtaz Hurcilava       |     |
| LB                   | 10 | Vaszilij Danyilov      |     |
| RH                   | 8  | Szabó József           | 77' |
| LH                   | 12 | Valerij Voronyin       |     |
| OR                   | 11 | Igor Csiszlenko        |     |
| CF                   | 19 | Eduard Malofejev       |     |
| CF                   | 18 | Anatolij Banyisevszkij |     |
| OL                   | 15 | Galimzjan Huszainov    |     |
| Szövetségi kapitány: |    |                        |     |
| Nyikolaj Morozov     |    |                        |     |

| GK                   | 1  | Enrico Albertosi    |
| SW                   | 22 | Sandro Salvadore    |
| RB                   | 5  | Tarcisio Burgnich   |
| CB                   | 21 | Roberto Rosato      |
| LB                   | 6  | Giacinto Facchetti  |
| RH                   | 13 | Giovanni Lodetti    |
| CH                   | 4  | Giacomo Bulgarelli  |
| LH                   | 12 | Gianfranco Leoncini |
| OR                   | 15 | Gigi Meroni         |
| CF                   | 14 | Sandro Mazzola      |
| OL                   | 16 | Ezio Pascutti       |
| Szövetségi kapitány: |    |                     |
| Edmondo Fabbri       |    |                     |

### Észak-Korea – Olaszország
| 1966. július 19. 19:30 |

| Észak-Korea  | 1–0               | Olaszország |
| ------------ | ----------------- | ----------- |
| Pak Tuik 42' | (1–0) Jegyzőkönyv |             |

| Ayresome Park, Middlesbrough Nézőszám: 17 829 Játékvezető: Schwinte (holland) Asszisztensek: John Adair (Északír), John Keith Taylor (angol) |

| Észak-Korea | Olaszország |

| GK                   | 1  | Ri Cshangmjong |
| RB                   | 5  | Rim Dzsungszon |
| CB                   | 3  | Sin Jonggju    |
| CB                   | 14 | Ha Dzsongvon   |
| LB                   | 13 | O Jungjong     |
| RH                   | 8  | Pak Szungdzsin |
| CH                   | 7  | Pak Tuik       |
| LH                   | 6  | Im Szonghü     |
| RF                   | 11 | Han Bongdzsin  |
| CF                   | 17 | Kim Bonghvan   |
| LF                   | 15 | Jang Szungguk  |
| Szövetségi kapitány: |    |                |
| Mjong Rjehjon        |    |                |

| GK                   | 1  | Enrico Albertosi   |
| SW                   | 9  | Francesco Janich   |
| RB                   | 11 | Spartaco Landini   |
| CB                   | 8  | Aristide Guarneri  |
| LB                   | 6  | Giacinto Facchetti |
| RH                   | 4  | Giacomo Bulgarelli |
| LH                   | 7  | Romano Fogli       |
| OR                   | 17 | Marino Perani      |
| CF                   | 14 | Sandro Mazzola     |
| CF                   | 3  | Paolo Barison      |
| OL                   | 19 | Gianni Rivera      |
| Szövetségi kapitány: |    |                    |
| Edmondo Fabbri       |    |                    |

### Szovjetunió – Chile
| 1966. július 20. 19:30 |

| Szovjetunió      | 2–1               | Chile      |
| ---------------- | ----------------- | ---------- |
| Porkujan 28' 85' | (1–1) Jegyzőkönyv | Marcos 32' |

| Roker Park, Sunderland Nézőszám: 16 027 Játékvezető: John Adair (Északír) Asszisztensek: Pierre Schwinte (francia), Williams Clements (angol) |

| Szovjetunió | Chile |

| GK                   | 21 | Anzor Kavazasvili      |
| RB                   | 9  | Viktor Getmanov        |
| CB                   | 6  | Albert Seszternyov     |
| CB                   | 13 | Alekszej Kornyejev     |
| LB                   | 3  | Leonīds Ostrovskis     |
| RH                   | 12 | Valerij Voronyin       |
| LH                   | 5  | Valentyin Afonyin      |
| OR                   | 16 | Szlava Metreveli       |
| CF                   | 2  | Viktor Szerebrjanyikov |
| CF                   | 20 | Eduard Markarov        |
| OL                   | 17 | Valerij Porkujan       |
| Szövetségi kapitány: |    |                        |
| Nyikolaj Morozov     |    |                        |

| GK                   | 13 | Juan Olivares     |
| RB                   | 20 | Alberto Valentini |
| CB                   | 4  | Humberto Cruz     |
| CB                   | 7  | Elías Figueroa    |
| LB                   | 21 | Hugo Villanueva   |
| RH                   | 12 | Rubén Marcos      |
| LH                   | 14 | Ignacio Prieto    |
| OR                   | 1  | Pedro Toro Araya  |
| CF                   | 11 | Honorino Landa    |
| CF                   | 22 | Guillermo Yávar   |
| OL                   | 17 | Leonel Sánchez    |
| Szövetségi kapitány: |    |                   |
| Luis Álamos          |    |                   |